# Пурґі (мова)
Пурґі, Буріґ, Пуркі, Пурік, Пуріґі або Пурікі (Тибетське письмо: བོད་རིགས་སྐད།, Насталік: پُرگِی) — тибетська мова, тісно пов'язана із мовою балті. Пурґі — корінна мова народу пуріґпа, що проживає в регіоні Ладакх у Індії та в Балтистані у Пакистані.
Більшість пуріґпа є мусульманами та сповідують шиїзм, проте значна меншість натомість сповідує нурбахші або сунізм, решта сповідує буддизм або бон та проживає у наступних регіонах: долині Фокар, Мулбекх, Вакха[уточнити переклад]. Як і балті, пурґі є архаїчною формою тибетської мови, що також споріднена з ладакхі. Пурґі ближче до балті, ніж ладакхі, тому серед лінгвістів є суперечки, чи є пурґі та балті різними мовами, чи це просто діалекти однієї мови.

## Фонологія

### Приголосні
|                     |                     | Губно-губні | Зубні/ Ясенні | Ретрофлексні | Заясенні | Середньопіднебінні | Задньоязикові | Язичкові | Гортанні |
| ------------------- | ------------------- | ----------- | ------------- | ------------ | -------- | ------------------ | ------------- | -------- | -------- |
| Носові              | Носові              | m           | n             |              |          | ɲ                  | ŋ             |          |          |
| Проривні            | глухі               | p           | t             | ʈ            |          |                    | k             | q        |          |
| Проривні            | з придихом          | pʰ          | tʰ            | ʈʰ           |          |                    | kʰ            |          |          |
| Проривні            | дзвінкі             | b           | d             | ɖ            |          |                    | ɡ             |          |          |
| Африкати            | глухі               |             | t͡s            |              | t͡ʃ       |                    |               |          |          |
| Африкати            | з придихом          |             | t͡sʰ           |              | t͡ʃʰ      |                    |               |          |          |
| Африкати            | дзвінкі             |             | d͡z            |              | d͡ʒ       |                    |               |          |          |
| Фрикативні          | глухі               | (f)         | s             | ʂ            | ʃ        |                    |               | χ        | h        |
| Фрикативні          | дзвінкі             |             | z             |              | ʒ        |                    |               | ʁ        |          |
| Фрикативні          | бокові              |             | ɬ             |              |          |                    |               |          |          |
| Одноударні/ Дрижачі | Одноударні/ Дрижачі |             | r             | ɽ            |          |                    |               |          |          |
| Апроксиманти        | бокові              |             | l             |              |          |                    |               |          |          |
| Апроксиманти        | центральні          | w           |               |              |          | j                  |               |          |          |

- /pʰ/ також може передаватись як звук [f].
- /r/ часто стає фрикативізованим [r̝].

### Голосні
|         | Передні | Середні | Задні |
| ------- | ------- | ------- | ----- |
| Високі  | i       |         | u     |
| Середні | e       | (ə)     | o     |
| Низькі  |         | a       | a     |

- /a/ часто передається як задній [ʌ] або централізований [ʌ̈], в деяких випадках як [ɛ].
- Фонеми /e, o/ можуть часто передаватись, як [ɛ, ɔ].
- /e/ може звучати, як [ə] у ненаголошених складах[3].